# مایرز فلت (کالیفرنیا)
مایرز فلت (به انگلیسی: Myers Flat) یک منطقهٔ مسکونی در ایالات متحده آمریکا است که در شهرستان هامبولت، کالیفرنیا واقع شده‌است. مایرز فلت ۱٫۲۶۱ کیلومتر مربع مساحت و ۱۴۶ نفر جمعیت دارد و ۶۲ متر بالاتر از سطح دریا واقع شده‌است.